# Hermann Grosse (Prähistoriker)
Hermann Grosse (* 18. Januar 1854; † 9. März 1933 in Berlin) war ein deutscher Prähistoriker.

## Leben und Werk
Hermann Grosse verlor bereits früh seinen Vater und wurde von der Mutter und den Großeltern in Wellmitz, Landkreis Guben, erzogen. Er wurde an der Dorfschule und beim Großvater, Pfarrer Gosche, unterrichtet. Anschließend besuchte er die Präparandenanstalt in Guben und von 1871 bis 1874 das Seminar in Neuzelle. 1875 bis 1882 war er Lehrer an der Franckeschen Stiftung in Halle (Saale) an der Vorschule und an der Mädchenschule. Daneben besuchte er Vorlesungen bei Karl von Fritsch (Geologie und Petrographie), bei Christoph Gottfried Giebel (vergleichende Anatomie, Zoologie und Naturgeschichte der Säugetiere) und bei Gregor Kraus (Anatomie und Physiologie der Pflanzen). Von 1882 an weilte er zur Einrichtung und Leitung einer deutschen Schule in Florenz. 1884 bis 1886 war er Erzieher des Fürsten Nicola von Liewen in Tockenhof (Kurland). Nach seiner Rückkehr nach Deutschland wurde er Lehrer in Gorgast im Oderbruch und von 1890 bis 1921 war er Lehrer in Berlin.
Grosse war Mitglied der Berliner Gesellschaft für Anthropologie, Ethnologie und Urgeschichte, seit 1887 Mitglied und seit 1929 Ehrenmitglied der Niederlausitzer Gesellschaft für Geschichte und Altertumskunde, in deren Zeitschrift Niederlausitzer Mitteilungen er viele Aufsätze zur Urgeschichte veröffentlichte.